# Dębowa Góra (gromada)
Dębowa Góra – dawna gromada, czyli najmniejsza jednostka podziału terytorialnego Polskiej Rzeczypospolitej Ludowej w latach 1954–1972.
Gromady, z gromadzkimi radami narodowymi (GRN) jako organami władzy najniższego stopnia na wsi, funkcjonowały od reformy reorganizującej administrację wiejską przeprowadzonej jesienią 1954 do momentu ich zniesienia z dniem 1 stycznia 1973, tym samym wypierając organizację gminną w latach 1954–1972.
Gromadę Dębowa Góra siedzibą GRN w Dębowej Górze utworzono – jako jedną z 8759 gromad na obszarze Polski – w powiecie skierniewickim w woj. łódzkim, na mocy uchwały nr 39/54 WRN w Łodzi z dnia 4 października 1954. W skład jednostki weszły obszary dotychczasowych gromad Balcerów, Dębowa Góra, Feliksów, Ludwików Nowy, Pruszków, Rowiska, Rowiska Nowe, Rzymiec i Strobów oraz wieś i parcelacja Wólka Strobowska z dotychczasowej gromady Rzędków Stary ze zniesionej gminy Dębowa Góra w tymże powiecie. Dla gromady ustalono 24 członków gromadzkiej rady narodowej.
1 stycznia 1970 do gromady Dębowa Góra z miasta Skierniewice przyłączono grunty orne o powierzchni 241,46 ha, położone w południowo-wschodniej części miasta.
Gromada przetrwała do końca 1972 roku, czyli do kolejnej reformy gminnej.